# Ani Pachen

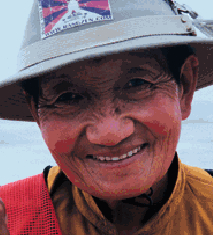
Ani Pachen

Ani Pachen (chinesisch 阿尼巴谦 Āní Bāqiān, tibetisch ཨ་ནེ་དཔའ་ཆེན A-ne Dpa'-chen; * 1933 in Gonjo, Tibet; † 2. Februar 2002) war eine buddhistische Nonne und tibetische Freiheitskämpferin. 21 Jahre lang war sie als politische Gefangene inhaftiert.

## Leben

### Kindheit und Jugend
Ani Pachen kam 1933 als Pachen Dolma in Gonjo, Osttibet zur Welt. Sie war das einzige überlebende Kind von Pomda Gonor, ein Anführer der Gemeinschaft der Lemhda, und lernte als Kind reiten und schießen. In ihrer Autobiografie beschreibt sie, dass sie bereits früh den Wunsch nach einem spirituellen Leben hatte. Als sie 17 Jahre alt war, hörte sie zufällig, wie ihre Eltern ihre geplante Verheiratung mit dem Sohn eines anderen Anführers besprachen. Daraufhin floh sie von zu Hause und suchte Zuflucht in einem Kloster, das sie nach einem dreiwöchigen Ritt erreichte. Sie kehrte nach Hause zurück, nachdem die Eltern versprachen, die Verlobung aufzulösen und wurde von ihrem Vater zunehmend in seine Arbeit als Anführer der Gemeinschaft eingeführt.

### Widerstand gegen die chinesische Herrschaft
Nach dem Einmarsch der chinesischen Truppe in Tibet im Jahr 1950 musste der 14. Dalai Lama 1951 das Siebzehn-Punkte-Abkommen unterzeichnen. Die zunehmenden politischen Spannungen veranlassten Panchens Vater, seine Tochter im Umgang mit Schusswaffen zu schulen und Widerstand zu organisieren. 
Panchen schloss sich Ende 1956 gemeinsam mit ihrem Vater dem bewaffneten Widerstand an. Als ihr Vater 1958 starb, übernahm sie die Rolle der Häuptlingstochter des Lemdha-Clans. Im Jahr 1959 ritt sie an der Spitze von 600 Widerstandskämpfern in die nahe gelegenen Berge, wo sie sich mit anderen Clans  zusammenschlossen. Nach der Nachricht von einem bevorstehenden chinesischen Angriff kehrte Pachen nach Lemdha zurück, um ihre Familie zu warnen  Ihre Gruppe wuchs auf mehrere Tausend an, als Familien aus den Städten Derge, Lingkha Shipa und Markham mit dem Ziel flohen, sich Chushi Gangdrug anzuschließen, der wichtigsten Widerstandsgruppe, die sich zu dieser Zeit in Lhasa befand. Pachen half  dabei, die Flüchtlinge in kleinere, weniger sichtbare Gruppen aufzuteilen, organisierte und entsandte Verteidigungspatrouillen und beteiligte sich aktiv am bewaffneten Kampf. 
1959 wurde ihr Lager von überlegenen chinesischen Kräften angegriffen. Panchen und ihre Mutter, Tante und Großmutter konnten zunächst entkommen, wurden aber verhaftet, als sie nach Indien fliehen wollten.

### Politische Haft
Im Jahr 1959 geriet Ani Pachen in Gefangenschaft. Insgesamt 21 Jahre verbrachte sie als politische Gefangene unter menschenunwürdigen Umständen in Haft. Weil sie auch in der Haft ihren buddhistischen Glauben weiter praktizierte und sich weigerte, den Dalai Lama zu denunzieren, wurde Pachen schwer gefoltert: unter anderem wurde sie geschlagen, an ihren Handgelenken aufgehängt, musste während eines ganzen Jahres Fußketten tragen und neun Monate alleine in Dunkelhaft verbringen. 1970 erfolgte die Verlegung ins Drapchi-Gefängnis in Lhasa, die größte Haftanstalt in Tibet, die aufgrund von zahlreichen Menschenrechtsverletzungen in Kritik steht. Die Haftbedingungen waren derart verheerend, dass häufig Gefangene verhungerten.

### Flucht aus Tibet und Leben in Dharamsala
Nach ihrer Entlassung aus dem Gefängnis im Januar 1981 begab sich Pachen auf eine Pilgerreise. Sie besuchte die Klöster Sera, Drepung und Ganden, die alle während der Kulturrevolution während ihrer Inhaftierung zerstört worden waren. Im Laufe des nächsten Jahres besuchte sie Klöster in Lhokha, Shedra, Drolma Lhakhang, Dhalakhampo und blieb acht Monate lang im Kloster Samye. Pachen beschloss schließlich, nach Lhasa zurückzukehren, um sich weiter für die tibetische Unabhängigkeit einzusetzen.
Als sie 1989 erfuhr, dass sie erneut verhaftet werden sollte, plante sie ihre Flucht. Nach 25 Tagen Fußmarsch gelangte sie nach Nepal und wurde von dort aus mit dem Flugzeug nach Dharamshala gebracht. Ihr Traum, den Dalai Lama zu treffen, ging in Erfüllung, als ihr kurz nach ihrer Ankunft eine persönliche Audienz gewährt wurde. Sie ließ sich im Nonnenkloster Gaden Choeling in Dharamsala, Indien, nieder.
Am 2. Februar 2002 verstarb Ani Pachen im Alter von 69 Jahren in Dharamsala, Indien an einem Herzversagen.

## Autobiografie und Vortragstätigkeit
- Ani Pachen and Adelaide Donnelley (2000): Sorrow Mountain: The Journey of a Tibetan Warrior Nun, Kodansha USA, ISBN 978-1568362946

- Deutsche Übersetzung: Ani Pachen und Adelaide Donnelley (2001): Licht im Dunkel der Nacht. Eine tibetische Nonne kämpft für die Freiheit, FISCHER Krüger, ISBN 978-3810504425

Nach der Veröffentlichung ihrer Autobiografie unternahm sie Vortragsreisen in den Vereinigten Staaten und Europa. Im Jahr 2001 besuchte sie auf Einladung der Tibet Society das Vereinigte Königreich und führte den jährlichen Marsch durch die Londoner Innenstadt zum Gedenken an den Tibetaufstand 1959 an.